# 深圳地铁3号线

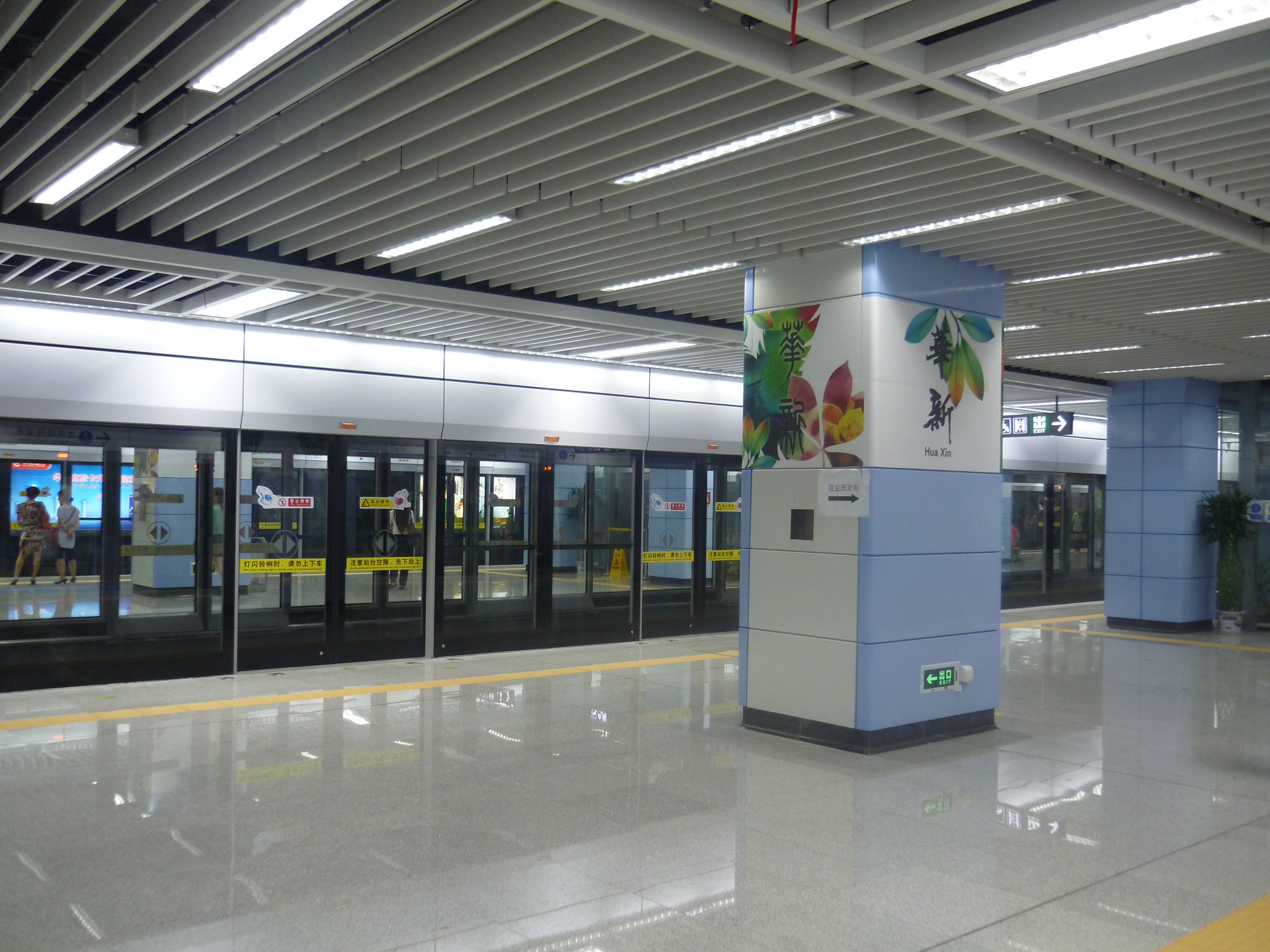
华新站双岛式月台

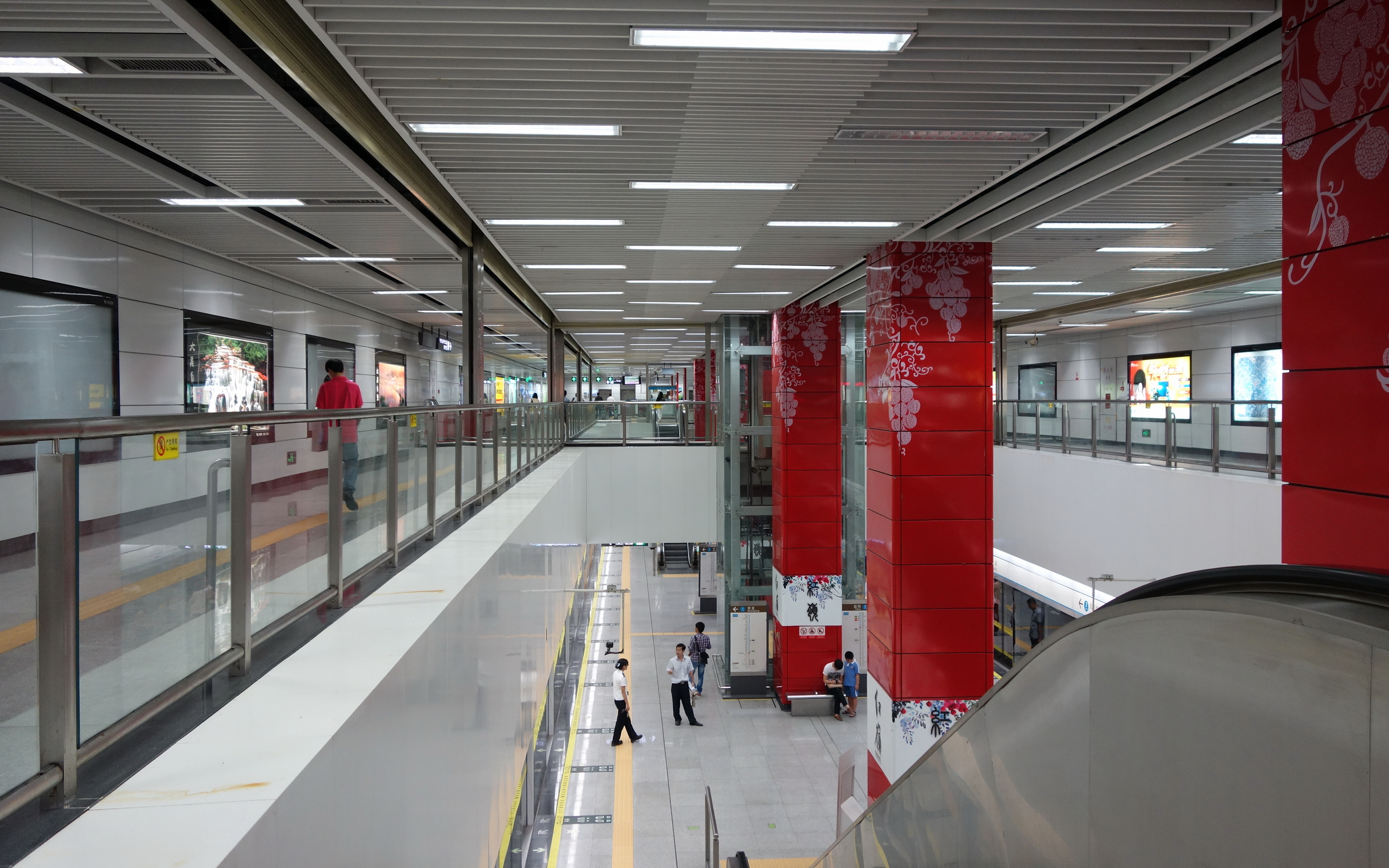
红岭车站

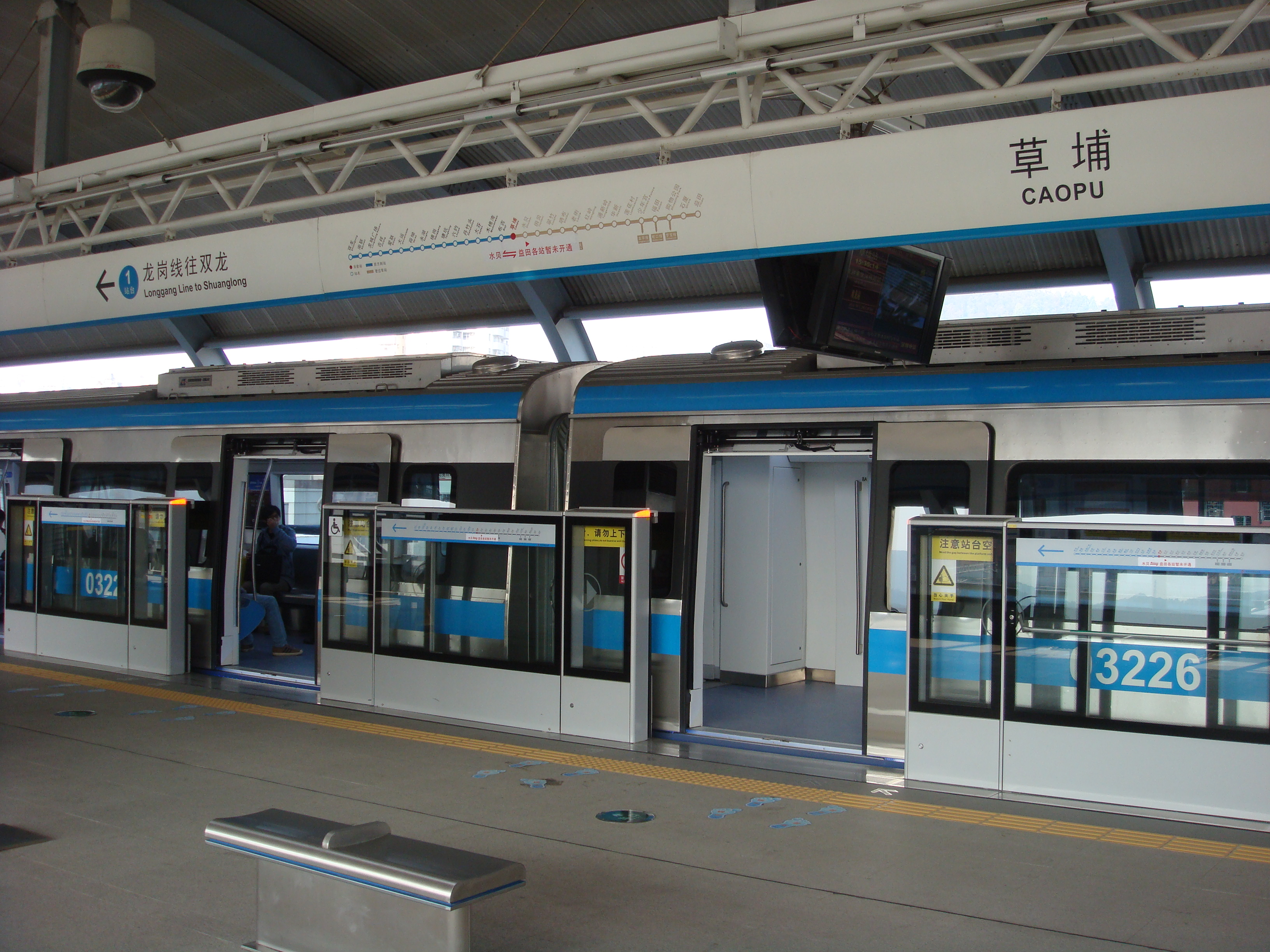
高架车站——草埔站

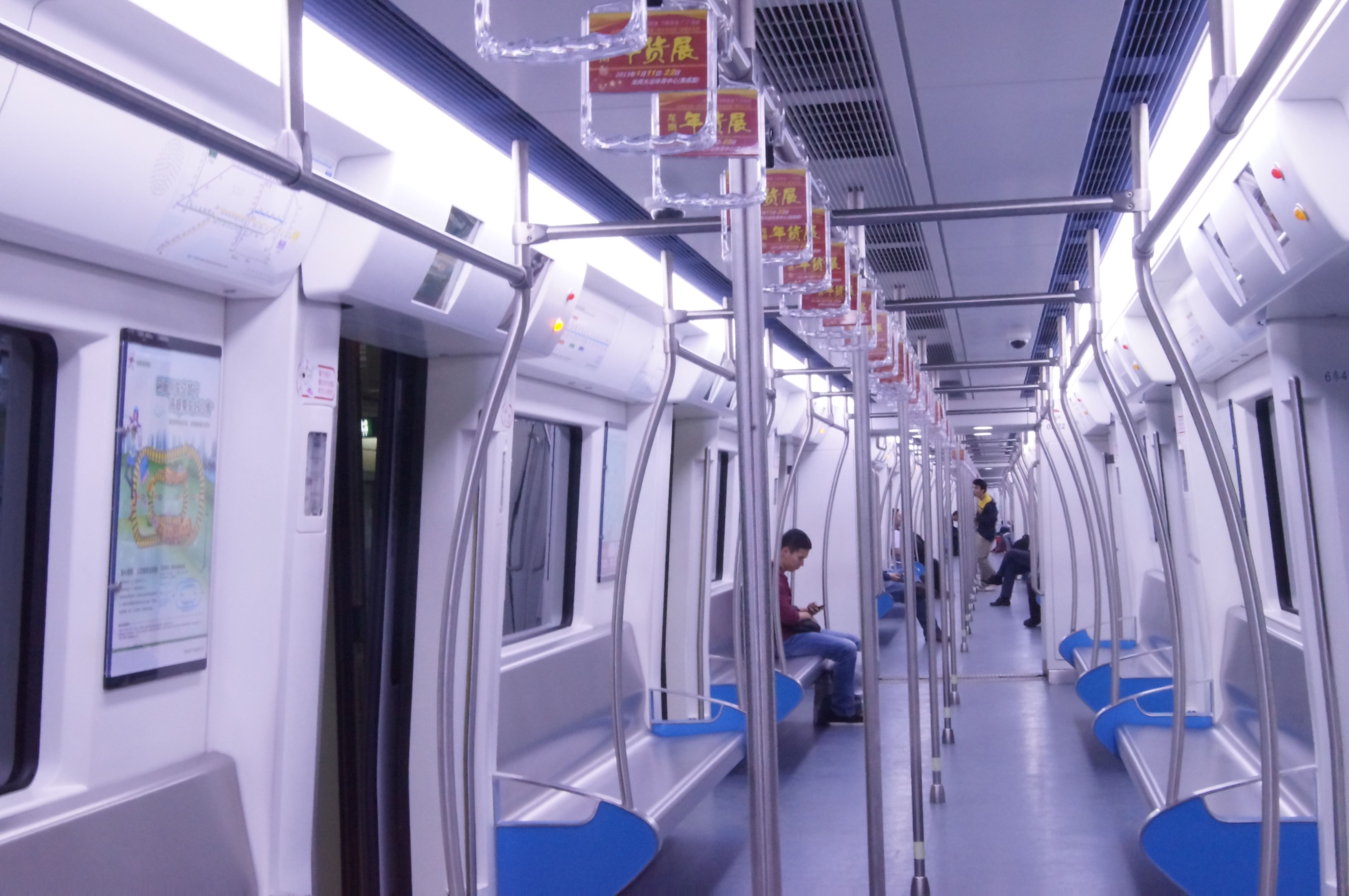
车厢内部

深圳地铁3號線，曾稱龍崗線，是深圳地鐵的一條运营中路線，屬於城市軌道交通系統。3號線由坪地六聯站至福保站，總長52.33公里，設38座車站。草埔站以北为高架段（塘坑站除外），草埔站以南以及梨园站以北为地下段。双龙至草埔一段於2010年12月28日投入營運。草埔至益田段于2011年6月28日开通运营。益田至福保段則於2020年10月28日開通營運。雙龍至坪地六聯段則於2024年12月28日開通營運。
3號線連接了福田、羅湖和龍崗三個行政區，大大加強了地區間的聯繫。3號線的开通，大大緩解了布吉、橫崗、龍崗中心城等各片区多年來的的交通擠塞問題。同時3號線亦是深圳市2011年主辦第26屆夏季世界大學生運動會的交通樞紐專案。
现时深圳地鐵3號線有最多的獨特之處，在深圳地铁6号线支线开通之前，3号线是深圳地铁线路中唯一一个使用B型车体(较A型车体横截面小)的线路。因此它每節車廂只有8道車門（左右各4道），這是深圳地鐵獨有的。但列車編組跟深圳地铁一、二期其他線一樣是6節編組。同时它也是在深圳地铁10号线开通之前唯一没有与深圳地铁其他线路有联络线的线路。不过现在可以通过在莲花村站的联络线与深圳地铁10号线进行联络。另外，在深圳地铁6号线开通之前，3号线也是深圳地铁线路中唯一使用第三軌供電方式推動列車運作的线路。但与深圳地铁6号线不同的是，深圳地铁6号线在主线是通过第三轨供电，但在前往长圳车辆段的区间线中是接触网供电。所以6号线的列车顶上保留了集电弓。而3号线则是全程（包括前往横岗车辆段、坪地停車場以及中心公园停车场的区间线）都是第三轨供电，因此列車頂上並無集電弓，軌道上不設架空電纜。
3號線在路線圖中以淺藍色標示。

## 歷史

### 路線更名
深圳市規劃局在2008年4月23日宣佈，深圳地鐵3號線會易名為「龍崗線」。但在2013年1月，网络上曝出深圳地铁集团内部文件，指地铁三期工程会把线路名称全部更改回数字，更指多数市民赞成采用更便于记忆的数字命名方式，不赞成采用中文命名。1月5日，深圳市轨道交通建设指挥部第十八次工作会议研究承认了这个消息。不过实际上也有不少市民表示不满，指政府“朝令夕改”。若将文字线路名称更改回数字，可能与月台编号混淆。
2013年10月，深圳地铁正式开始路线更名工作，本线线路名改回数字名称，但原有线路文字名称繼續保留，以括号标注其后。目前原有文字线路名的标识随着标识更新而逐步消失。

### 第一期工程
3號線首期段（雙龍站至紅嶺站）主體工程於2007年7月正式動工，並於2010年8月11日實現全線貫通，全面進入系統聯調和運營籌備的階段。全線設高架站15座，半地下站1座，地下站6座和橫崗車輛段1座。正線全長32.859公里（雙線），其中高架線長21.727公里，地面線（即半地下站，含過渡段）長2.599公里，地下線長8.533公里。

#### 雙龍－草埔
3號線雙龍站至草埔站一段（高架段）於2007年7月動工興建，在2010年12月28日正式開始運營，行車時間約為32分鐘。該段以龍崗區雙龍站為起點，主要沿著龍崗大道，經過橫崗、布吉等地到達布吉的草埔站，以高架鐵路（除塘坑站附近一段）形式建造，設有16個車站，全長25.138公里。車輛段設在六約站附近。

#### 草埔－紅嶺
3號線草埔站至紅嶺站以草埔站為起點，經水貝站、田貝站、翠竹站、曬布站、老街站到達紅嶺站，全程在地底行走，本段于2011年6月28日建成通車。

### 第二期工程

#### 紅嶺－益田
3號線紅嶺站至益田站一段（西延段）主體工程於2008年5月開始動工，於2011年6月28日建成通車。西延段由紅嶺站折返線末端開始伸延，經過通新嶺站、華新站、蓮花村站、少年宮站、福田站、購物公園站、石廈站到達益田站，全段為地下鐵路，正線全長8.8公里（雙線）。西延段亦會在中心公園新建一處地鐵車輛停車場，用於軌道列車的停車檢修任務，停車場全部設於地下，建成後地面還建公共綠地，地下用地面積約51400平方米。

### 第三期工程

#### 益田－福保
地铁3号线在工程规划设计阶段，考虑过自益田站向南延长至福田保税区的方案，但由于保税区实行封闭管理等原因，现阶段的政策不能支持在其内设置车站。
2014年8月20日，深圳市轨道建设指挥部第二十次会议决定近期开展地铁3号线南延段工程。3号线南延段工程属于深圳市轨道三期工程（修编）线路，预计将于2015年9月开工建设。根据三期修编规划方案，3号线南延福保站设置于保税区3号门前。
2020年10月28日11时28分正式开通运营。

### 第四期工程

#### 雙龍—坪地六聯
深圳地铁3号线四期轨道工程起于既有双龙站，终于坪地六联站，包含7站7区间1场1线，正线铺轨全长约9.28km。深圳地铁3号线四期预计2024年开通。
2024年9月，四期工程验收顺利通过，正式进入空载试运行阶段。
2024年10月26日，3号线新信号系统（卡斯柯 Urbalis 888 CBTC）与四期增购列车（03B2206浦）一同投入服务。
2024年12月28日，3號線四期开通运营

### 高架段车站全高屏蔽门更换

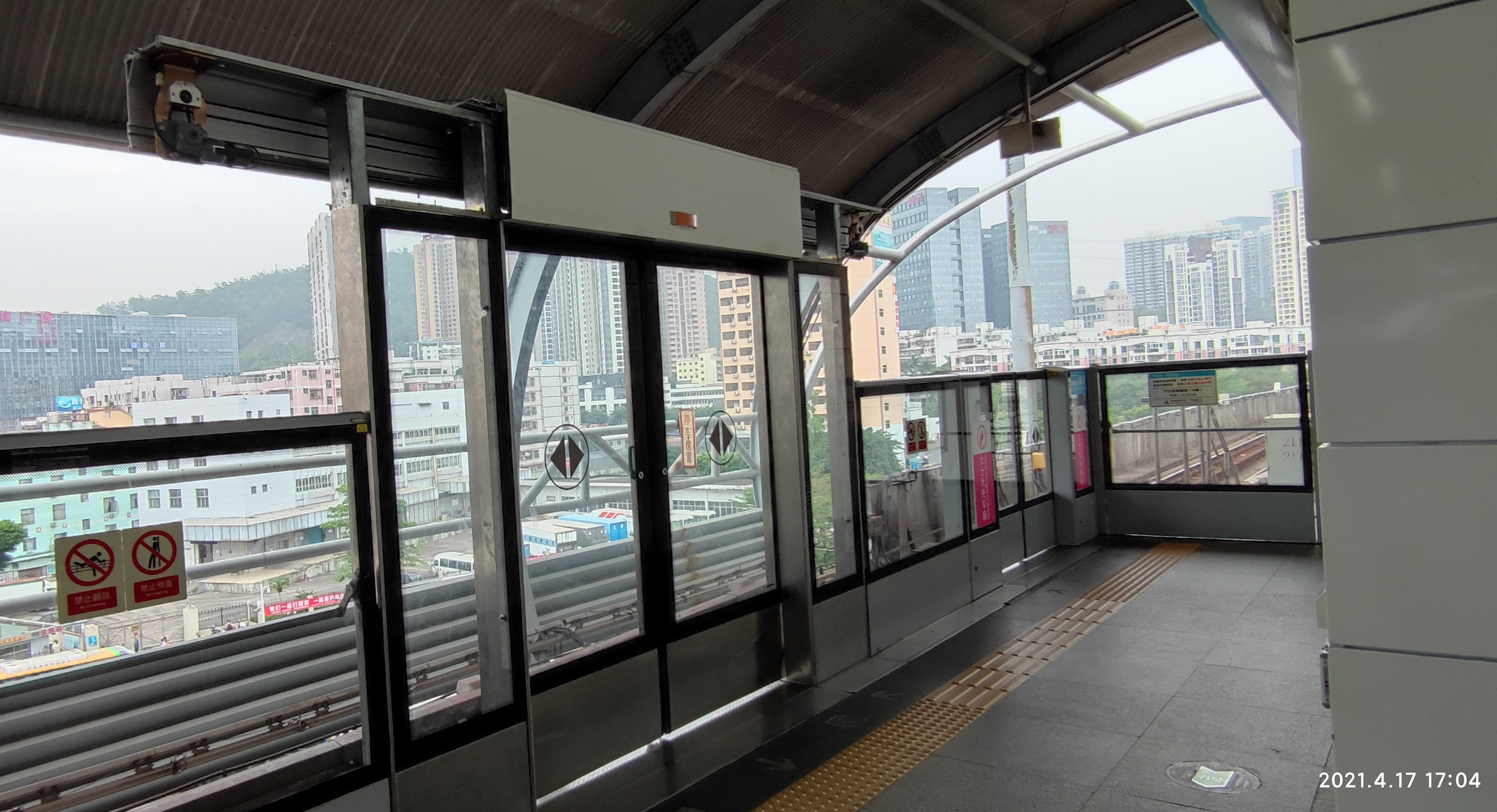
3号线高架段正在更换全高式屏蔽门

深圳地铁于2021年4月17日开始对3号线高架段车站的半高式屏蔽门更换为全高式屏蔽门。更换完成后，深圳地铁只剩下港铁深圳运营的4号线高架段采用半高式屏蔽门。4月18日，草埔站全高式屏蔽门发生故障。

## 使用车辆
3号线的列车是深圳地铁中为数不多的B型地铁列车，其中两款是目前中国大陆仅有的采用现代Rotem的牵引系统的两款列车。

### 03B4306 长 (DKZ24/24A)

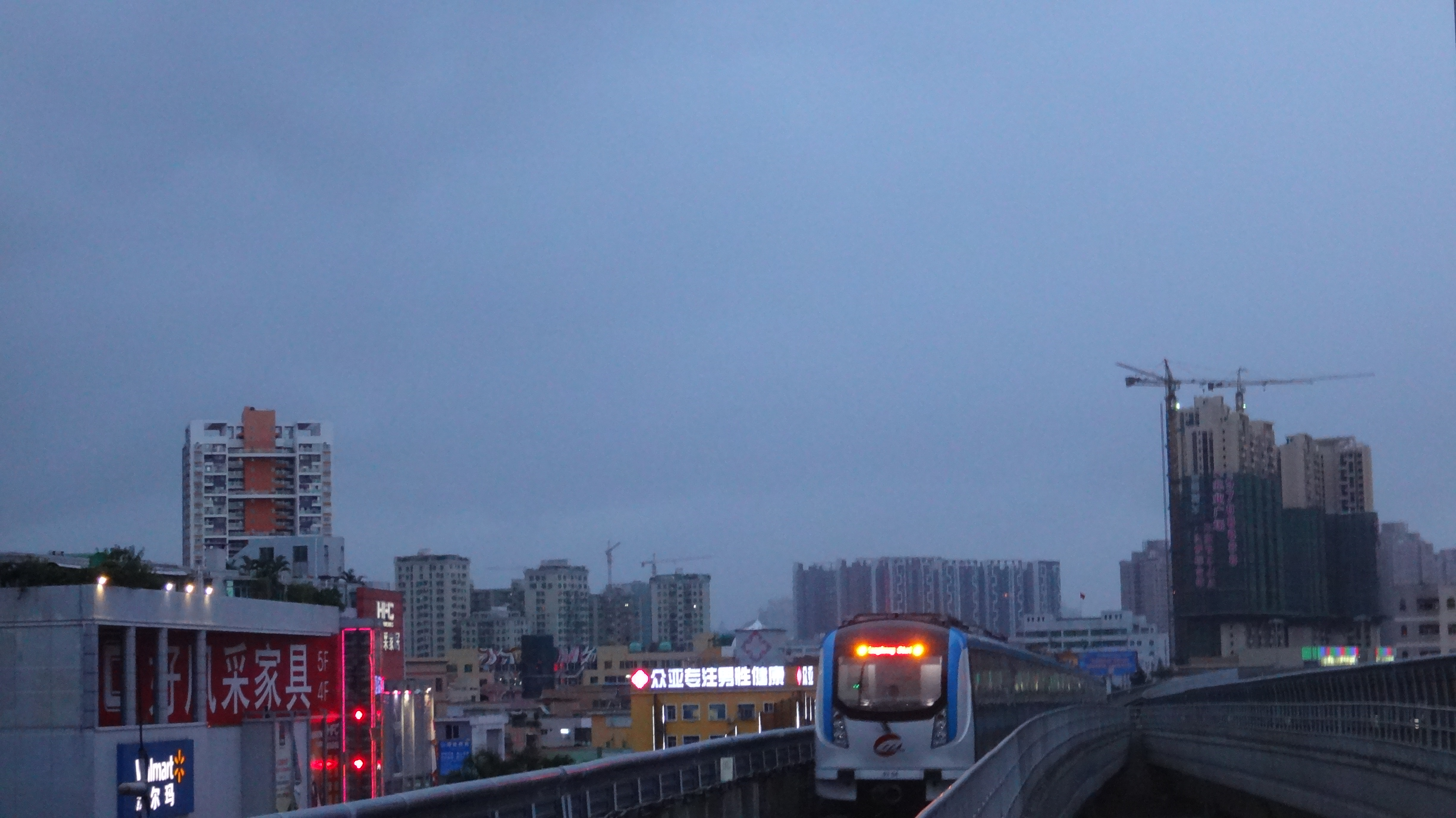
一列3号线列车正在驶入大芬站

初期列车为北车长客所制的地铁车辆（編號為03B4306長，301-324），采用4动2拖6辆编组，2动1拖为一个动力单元，最高运行速度85km/h，初期配属车辆数为144辆（24列），及后增添另外19列（編號為03B4306長，325-343）。此外，每节列车亦安装了空气净化系统，为全国最先采用，有效降低细菌总数和浓度。
该款列车的牵引系统由湘潭电机代工生产，其中28列车在大修后更换为中车时代电气生产的牵引系统。原Rotem牵引系统与本线路采用的庞巴迪CityFlo650信号系统匹配性较差，加之上线前并未进行足够的调试，导致列车营运初期经常出现进站时列车不稳，摇晃的状况。后期经多次调试，在2018年9月软件升级后，问题基本解决。

### 03B3306 浦 (PM076)

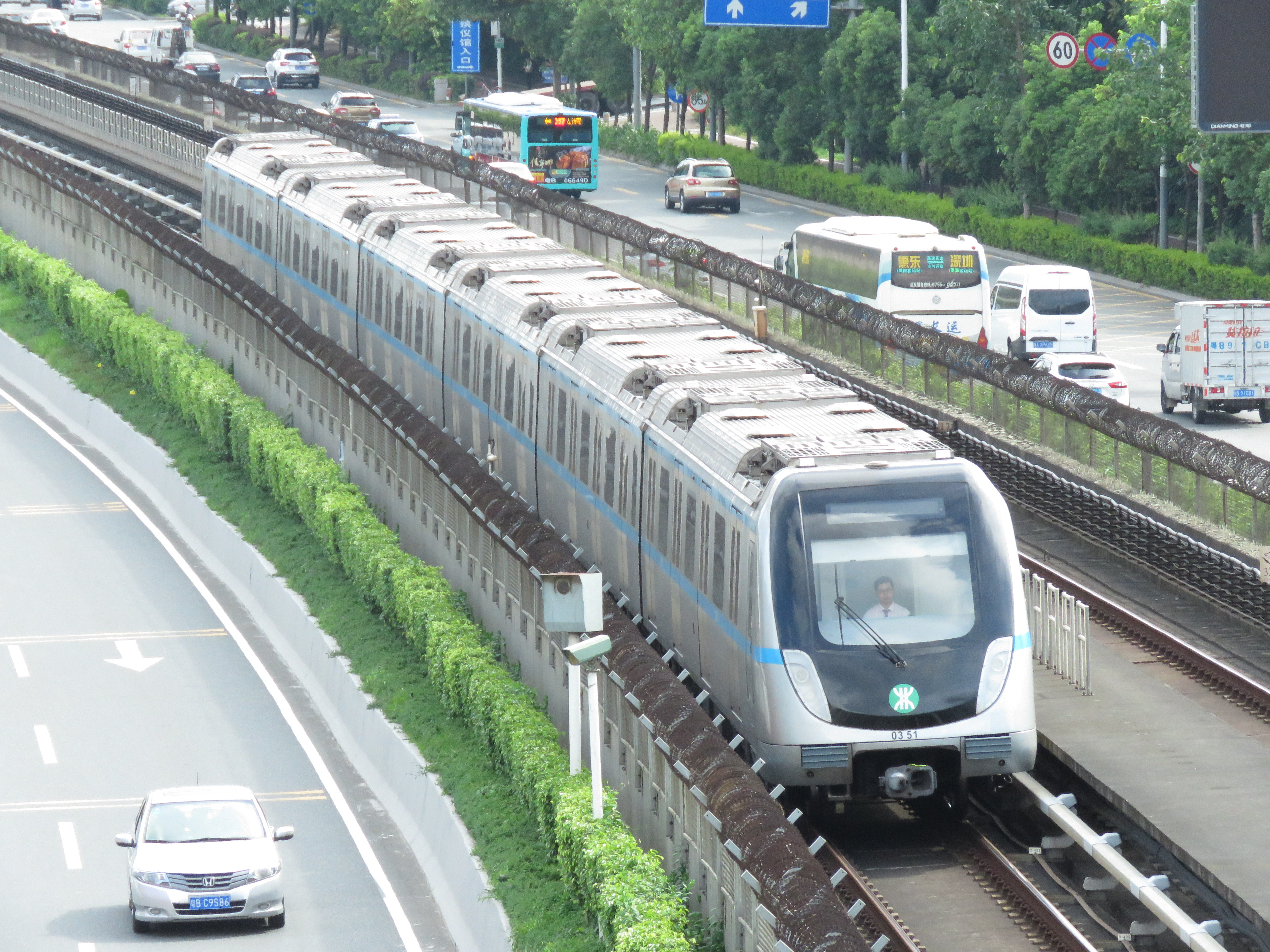
一列3号线增购列车正在地面行驶

3号线增购列车为南车浦镇所制的地铁车辆（編號為03B3306浦，344-376），采用4动2拖6辆编组，2动1拖为一个动力单元。
该款列车的牵引系统与之前的长客制列车（03B4306 长）一致，依旧与3号线现有的庞巴迪CityFlo650信号系统有匹配性较差的问题。但是与3号线原有的深圳地铁北车长客B型电动列车相比，原有的列车采用闸瓦制动，在刹车或启动时列车稳定性较差。本次增购的列车将原先的闸瓦制动改为轮盘制动，有较好的稳定性。

### 03B2206 浦 (PMA01/PMA02)
3号线四期增购列车为中车浦镇所制的地铁车辆（编号为03B2206浦，PMA01 377-388，PMA02 389-398），配合3号线第四期而采购。沿用4动2拖6辆编组，2动1拖为一个动力单元。
该款列车改用经纬轨道交通设备有限公司生产的电机和牵引系统，並采用新号志系统（卡斯柯TRANAVI CBTC信号系统），车门上方的开关提示灯泡改用橙色LED灯条，乘客资讯系统的显示格式改用近年新列车的款式。其他配置与03B3306浦无異，于2024年10月26日投入服务。

## 车站特色
3号线大部分车站都绘有花卉图案，如荷坳站以荷花为主题。

## 行车间隔
为满足工作日早晚高峰乘客需求，3号线从2013年1月21日开始，在工作日的上下班高峰时段在华新站至塘坑站间双向增开“早晚高峰区间车”，行车间隔将从5分钟缩短至3分30秒，运能提升45%。
2014年8月6日，龙岗线实施3/6分钟长短交路运营组织模式。原来益田-华新、双龙-塘坑间需等待7分钟才一班的地铁列车，现在需等待6分钟就有一班，而华新-塘坑间则只需等待3分钟就有一班列车。自实施以来，车厢拥挤程度有所改善，据悉，3/6分钟模式实施后，全线运能增幅约20%，同时高峰时段也扩展至5小时，实现与客流增长趋势的完美匹配。
自2018年9月18日起，工作日早晚高峰的华新-塘坑小交路调整为双龙-华新、塘坑-益田两段小交路，两段小交路在华新-塘坑段重合，重合区间的间隔为2分25秒，其余区间的间隔为3分38秒，重合区间行车间隔为深圳地铁下辖7条线路中最小。
自2019年6月29日起，龙岗线在周六、周日增开“益田→塘坑”和“双龙→华新”半程末班车，两端车站的末班发车时间延长至23:30，23:00-23:30的行走间隔为10分钟。
自2020年3月26日起，3号线早高峰期间塘坑站开往华新站的列车间隔将由2分25秒压缩至2分20秒，而华新站开往塘坑站的行车间隔调整为2分20秒－3分30秒，3号线晚高峰华新站开往塘坑站的列车间隔将压缩至2分20秒。除此之外，3号线平峰期的列车行车间隔由4分50秒压缩至4分40秒。此外，无论是周末还是工作日，3号线在23：00全程末班车开出后，益田、双龙站还将按10分钟间隔，开出3列分别至塘坑、华新的半程列车。
自2020年10月28日起，为配合3号线三期开通，3号线的南端终点站由益田延伸至福保。
| 上班日                                       | 上班日                                       | 節假日           |
| 7:03－9:15                                   | 17:20－19:10                                 | 周六8:00－9:00   |
| 2分20秒(塘坑→华新) 3分30秒(华新→塘坑)        | 2分20秒(华新→塘坑) 3分30秒(塘坑→华新)        | 5分钟(塘坑→福保) |
| 4分40秒(全程車) 3分30秒(双龙-塘坑/福保-华新) | 4分40秒(全程車) 3分30秒(双龙-塘坑/福保-华新) | 7分钟(全程車)    |
| 9:20－17:20、19:10－21:00                    | 其它时段                                     | 其它时段         |
| 4分40秒(全程車)                              | 7分钟(全程車)                                | 7分钟(全程車)    |
| 23:00以后                                    |                                              |                  |
| 10分钟（福保→塘坑/双龙→华新）                |                                              |                  |

## 未来发展
由于3号线的规划已告一段落，至今未有新的延长具体规划。而转乘站则随新路线开通而继续增加。

### 延伸至惠州
在2013年8月7日的深莞惠党政联席会议中，深圳市政府与惠州市政府签订《深惠合作备忘录 (2013年)》，提出两市应成立专项工作小组，启动深圳地铁线路延伸至惠州市境内的路由、投资模式等相关问题研究，深惠双方将切实做好深圳市轨道3号线、12号线等线路延伸至惠州市境内的城市规划、土地利用等各项对接工作，尽早落实延伸线路路由。
但是，目前此方案已被14号线延伸至惠阳站取代。

## 车站及接驳路线
| 站名                                | 英文名稱 | 里程（公里） | 里程（公里） | 所在地 | 啟用時間       | 換乘路綫                | 月台形式         |
| 站名                                | 英文名稱 | 站间         | 累计         | 所在地 | 啟用時間       | 換乘路綫                | 月台形式         |
| 3號綫                               | 3號綫    | 3號綫        | 3號綫        | 3號綫  | 3號綫          | 3號綫                   | 3號綫            |
| ----------------------------------- | -------- | ------------ | ------------ | ------ | -------------- | ----------------------- | ---------------- |
| 福保                                |          | 0            | 0            | 福田区 | 2020年10月28日 |                         | 地下島式站台     |
| 益田                                |          | 1.60         | 1.60         | 福田区 | 2011年6月28日  |                         | 地下島式站台     |
| 石厦                                |          | 0.88         | 2.48         | 福田区 | 2011年6月28日  | █7号线                  | 地下島式站台     |
| 购物公园                            |          | 1.10         | 3.58         | 福田区 | 2011年6月28日  | █1号线                  | 地下島式站台     |
| 福田                                |          | 0.73         | 4.31         | 福田区 | 2011年6月28日  | █2号线 █11号线 福田站   | 地下侧式站台     |
| 少年宫                              |          | 1.53         | 5.84         | 福田区 | 2011年6月28日  | █4号线                  | 地下島式站台     |
| 莲花村                              |          | 0.80         | 6.64         | 福田区 | 2011年6月28日  | █10号线                 | 地下島式站台     |
| 华新                                |          | 1.93         | 8.57         | 福田区 | 2011年6月28日  | █7号线                  | 地下雙島式站台   |
| 通新岭                              |          | 1.00         | 9.57         | 福田区 | 2011年6月28日  | █6号线                  | 地下島式站台     |
| 红岭                                |          | 0.70         | 10.27        | 福田区 | 2011年6月28日  | █9号线                  | 地下島式站台     |
| 老街                                |          | 1.46         | 11.73        | 罗湖区 | 2011年6月28日  | █1号线 █17号线          | 地下叠式岛式站台 |
| 晒布                                |          | 0.93         | 12.66        | 罗湖区 | 2011年6月28日  |                         | 地下島式站台     |
| 翠竹                                |          | 1.11         | 13.77        | 罗湖区 | 2011年6月28日  |                         | 地下島式站台     |
| 田贝                                |          | 1.46         | 15.23        | 罗湖区 | 2011年6月28日  | █7号线                  | 地下島式站台     |
| 水贝                                |          | 1.06         | 16.29        | 罗湖区 | 2011年6月28日  |                         | 地下島式站台     |
| 草埔                                |          | 1.56         | 17.85        | 罗湖区 | 2010年12月28日 |                         | 高架島式站台     |
| 布吉                                |          | 2.18         | 20.03        | 龙岗区 | 2010年12月28日 | █5号线 █14号线 深圳东站 | 高架島式站台     |
| 木棉湾                              |          | 1.08         | 21.11        | 龙岗区 | 2010年12月28日 |                         | 高架島式站台     |
| 大芬                                |          | 1.16         | 22.27        | 龙岗区 | 2010年12月28日 |                         | 高架島式站台     |
| 丹竹头                              |          | 1.26         | 23.43        | 龙岗区 | 2010年12月28日 | █17号线                 | 高架島式站台     |
| 六约                                |          | 3.91         | 27.34        | 龙岗区 | 2010年12月28日 |                         | 高架島式站台     |
| 塘坑                                |          | 1.37         | 28.71        | 龙岗区 | 2010年12月28日 | █18号线                 | 地下雙島式站台   |
| 横岗                                |          | 2.00         | 30.71        | 龙岗区 | 2010年12月28日 |                         | 高架島式站台     |
| 永湖                                |          | 1.51         | 32.22        | 龙岗区 | 2010年12月28日 |                         | 高架島式站台     |
| 荷坳                                |          | 1.71         | 33.93        | 龙岗区 | 2010年12月28日 |                         | 高架島式站台     |
| 大运                                |          | 1.48         | 35.41        | 龙岗区 | 2010年12月28日 | █14号线 █16号线         | 高架西班牙式站台 |
| 爱联                                |          | 1.48         | 36.89        | 龙岗区 | 2010年12月28日 |                         | 高架島式站台     |
| 吉祥                                |          | 1.72         | 38.61        | 龙岗区 | 2010年12月28日 |                         | 高架島式站台     |
| 龙城广场                            |          | 1.37         | 39.98        | 龙岗区 | 2010年12月28日 |                         | 高架島式站台     |
| 南联                                |          | 1.26         | 41.24        | 龙岗区 | 2010年12月28日 |                         | 高架島式站台     |
| 双龙                                |          | 1.44         | 42.68        | 龙岗区 | 2010年12月28日 | █16号线                 | 高架島式站台     |
| 梨園                                |          | 0.94         | 43.62        | 龙岗区 | 2024年12月28日 |                         | 高架島式站台     |
| 新生                                |          | 1.42         | 45.04        | 龙岗区 | 2024年12月28日 | █21号线                 | 地下雙島式站台   |
| 坪西                                |          | 1.80         | 46.84        | 龙岗区 | 2024年12月28日 |                         | 地下島式站台     |
| 低碳城                              |          | 1.18         | 48.02        | 龙岗区 | 2024年12月28日 |                         | 地下島式站台     |
| 白石塘                              |          | 1.43         | 49.45        | 龙岗区 | 2024年12月28日 |                         | 地下島式站台     |
| 富坪                                |          | 1.00         | 50.45        | 龙岗区 | 2024年12月28日 |                         | 地下島式站台     |
| 坪地六聯                            |          | 1.63         | 52.08        | 龙岗区 | 2024年12月28日 |                         | 地下側式站台     |
| 注释                                |          |              |              |        |                |                         |                  |
| 1↑ 斜体标示的换乘或转乘，尚未启用。 |          |              |              |        |                |                         |                  |
| 论 编                               |          |              |              |        |                |                         |                  |

### 線網轉乘站

#### 已投入使用
- 石厦站：轉乘7号线。建設時有預留7號線的轉乘節點；為T型節點轉乘或大廳轉乘。
- 購物公園站：轉乘1号线。1號線建設時未作出預留，需經大廳通道轉乘；且換乘通道長達200多米，沒有無障礙設施；因此不適合攜帶大型重物及傷殘人士進行轉乘，若有需要可出站轉乘或使用老街站轉乘。
- 福田站：轉乘2号线和11號線。三線同步建設，2號線與11號線因位處同層且平行，沒有設跨月台轉乘，可繞經大廳或經由3號線月台轉乘；而3號線與上述兩線皆為月台節點轉乘。
- 少年宫站：轉乘4号线。4號線建設時未作出預留，為大廳通道轉乘，轉乘通道設有自動輸送帶。
- 莲花村站：轉乘10号线。建設時有預留換乘條件，為L型節點轉乘，並設有3、10號線的聯絡線。
- 华新站：轉乘7号线。建設時有預留7號線的換乘節點，為十字節點轉乘。
- 通新岭站：轉乘6号线。建設時僅考慮大廳換乘的條件，為大廳轉乘。
- 红岭站：轉乘9号线。建設時未作出預留，為大廳通道轉乘。
- 老街站：轉乘1號線。雖然1號線建設時未作出預留，但在3號線建設時，對原先的1號線車站作出改造，為同台轉乘。
- 田贝站：轉乘7号线。建設時有預留換乘條件，為T字型站台節點換乘，3號線在上，7號線在下。
- 布吉站：轉乘5号线和14号线。开始建設時已考慮換乘扶梯接入3号线和5号线大廳，但3號線為高架站，5號線為地下站；因此需通過較長的換乘通道才能抵達。而后来建设的14号线在本站规划和建设时未作出預留，于是扩建车站，為大廳通道轉乘。
- 大运站：轉乘14号线及16号线。建設時未作出預留，但此站升級成綜合交通樞紐，14號線和16號線同步進行建設，3號線與14號線和16號線為天地十字交叉轉乘。
- 雙龍站：轉乘16号线。建設時未作出預留，为天地式通道轉乘。

#### 即將成為轉乘站的車站
- 老街站：轉乘17號線。建設時未作出預留，轉乘方式未知。
- 翠竹站：轉乘24號線。24號線為遠期線路，未作預留。
- 丹竹头站：轉乘17號線。建設時未作出預留，轉乘方式未知。
- 塘坑站：轉乘18號線。18號線為遠期線路，未作預留。
- 横岗站：轉乘19號線。19號線二期為遠期線路，未作預留。
- 大运站：轉乘深大城際鐵路（33號線）。3號線建設時未作出預留，但此站在14號線和16號線建設時升級成綜合交通樞紐，對33號線車站進行土建預留，形成長通道轉乘。
- 新生站：轉乘21号线。21号线为远期线路，但設計上預留平行同月台轉乘。